# Daisy chain (arrampicata)

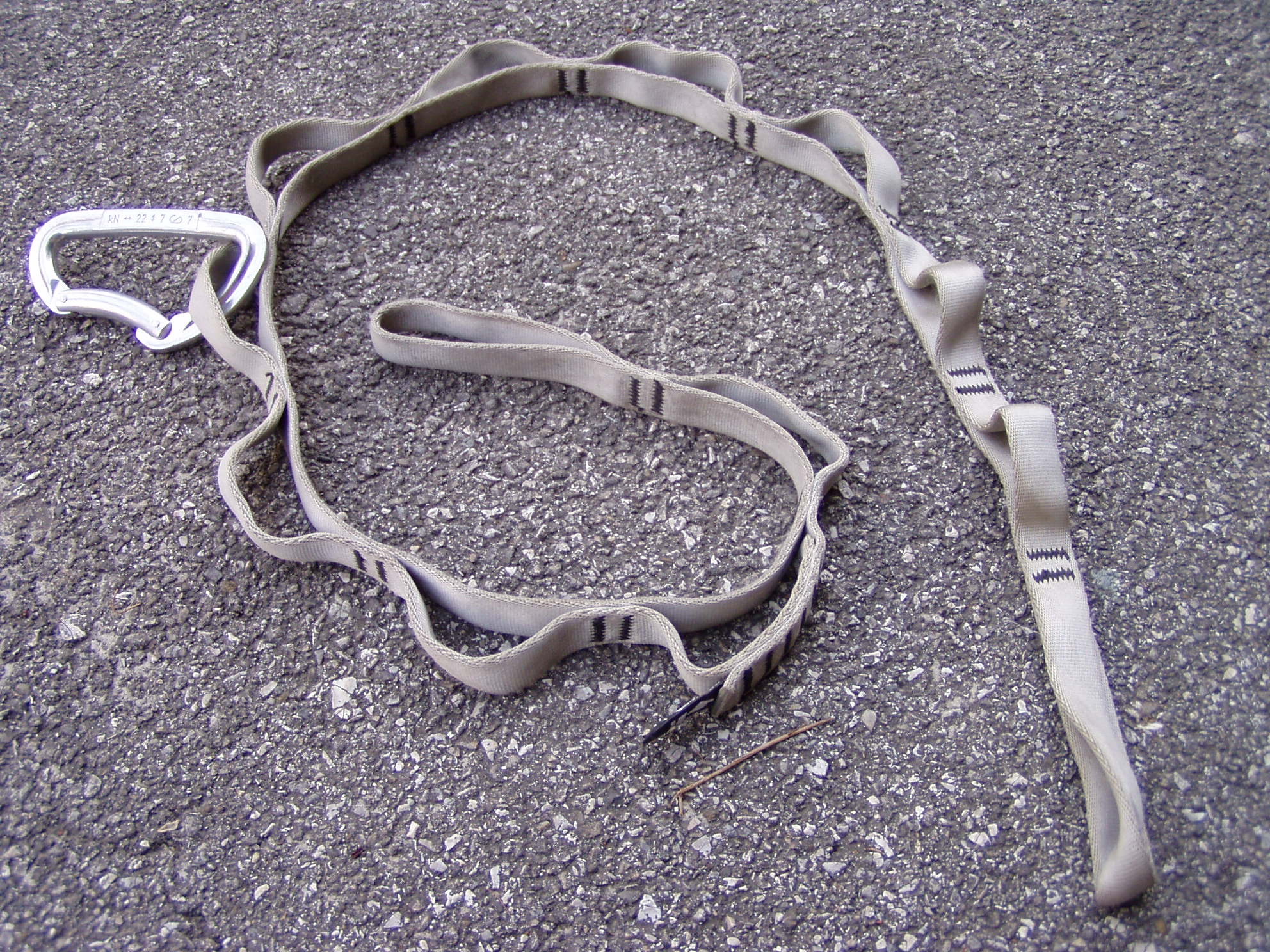
Daisy chain

La daisy chain (ingl.: ghirlanda) è un dispositivo utilizzato in arrampicata e alpinismo, costituito da un anello di fettuccia cucito in modo tale da formare diverse asole.
Nasce negli Stati Uniti per facilitare la progressione in arrampicata artificiale. Il dispositivo, essendo munito di varie asole, permette di potersi alzare anche pochi centimetri alla volta sul piazzamento, evitando massacranti trazioni con le braccia ed evita di sollecitare oltremodo l'ancoraggio.
Nell'alpinismo classico europeo viene più comunemente utilizzato durante la discesa in corda doppia come sostituto equivalente alla longe. Permette infatti di avere numerosi punti di ancoraggio a diverse distanze dall'imbragatura, al fine di favorire il corretto posizionamento dei dispositivi necessari alla discesa.